# Centroscymnus
Centroscymnus is een geslacht van kraakbeenvissen uit de familie Somniosidae (volgens oudere inzichten de familie Dalatiidae) in de orde van de doornhaaiachtigen (Squaliformes).

## Soorten
Het geslacht telt de volgende twee soorten:
- Centroscymnus coelolepis Barbosa du Bocage & de Brito Capello, 1864 – Portugese ijshaai
- Centroscymnus owstoni Garman, 1906 – Ruwe ijshaai